# Agrochola corsica
Agrochola corsica là một loài bướm đêm trong họ Noctuidae.